# Central de Autobuses de Monterrey
La Central de Autobuses de Monterrey es una de las más importantes de México debido a su gran flujo de pasajeros.  Ofrece conexiones hacia el centro del país, destinos en la costa del Pacífico y el Golfo de México, así como la frontera con Estados Unidos e incluso ciudades dentro de ese país.  La Central de Autobuses de Monterrey es utilizada por diversas líneas de autobuses foráneos, desde servicios de segunda clase hasta servicios de lujo. Destacan empresas nacionales e internacionales como Grupo Senda, Grupo Estrella Blanca y Grupo IAMSA.

## Ubicación
La central se encuentra en la Avenida Cristóbal Colón, esquina con José María Pino Suárez, en la colonia Industrial de Monterrey, Nuevo León.  Está convenientemente ubicada cerca de la estación Cuauhtémoc del Metrorrey, que conecta con las líneas 1 y 2.  La central presta servicio a toda la Zona Metropolitana de Monterrey, incluyendo los municipios de San Nicolás de los Garza, Guadalupe, Apodaca, General Escobedo, San Pedro Garza García, Santa Catarina, Ciudad Benito Juárez, García, Villa de Santiago, Cadereyta Jiménez y Salinas Victoria.

## Historia
La Central de Autobuses de Monterrey fue inaugurada el 11 de octubre de 1969, gracias a la iniciativa conjunta de empresas de autotransporte y los gobiernos estatal y municipal.  En sus inicios, la central contaba con áreas públicas limitadas, incluyendo sanitarios, casetas telefónicas, salas de espera, sitios de taxi y taquillas de autobuses.  Con el paso del tiempo, y debido al constante crecimiento del flujo de pasajeros, estas instalaciones se volvieron insuficientes y la terminal se saturó durante décadas.
Además de las líneas de autobuses con cobertura nacional, la central también alberga terminales de autobuses que ofrecen servicios hacia Estados Unidos, conectando a los pasajeros con una amplia variedad de destinos.

### Remodelación
Después de cuatro décadas de operación, en 2015 se inició un proyecto de remodelación de la central.  Este proyecto, con una duración estimada de dos años (hasta 2017), contempló la demolición de la mitad de la terminal original ubicada sobre la Avenida Colón, y la construcción de nuevas instalaciones. 
La renovada Central de Autobuses de Monterrey cuenta con:
87 andenes de salida y llegada (un aumento significativo de los 40 originales).
Salas de espera con capacidad para 800 personas (en comparación con las 300 anteriores).
Estacionamiento para 300 vehículos.
Áreas públicas renovadas, incluyendo sanitarios, casetas telefónicas, salas de espera, sitio de taxis y locales comerciales de comida.
Aunque en los últimos años se consideró la posibilidad de reubicar la terminal, una encuesta a los usuarios reveló su preferencia por mantener la ubicación original en la Avenida Colón, en el perímetro norte del centro de la ciudad, para evitar un aumento en los costos de transporte para los pasajeros.

## Especificaciones de la Terminal
- Número de andenes: 87
- Espacios de aparcamiento de autobuses: (Este dato no se encuentra en el texto original, pero se podría investigar para complementar la información)
- Superficie total de la terminal: 12,000 metros cuadrados
- Servicio de estacionamiento: 300 vehículos
- Número de taquillas: 60
- Número de locales comerciales: 35
- Salas de espera: 2

## Destinos
La Central de Autobuses de Monterrey ofrece una amplia gama de destinos, tanto nacionales como internacionales. A continuación, se presenta una lista de las líneas de autobuses y sus respectivos destinos. Se muestran los primeros 20 destinos de cada línea; los destinos adicionales se encuentran en las notas al pie.
| Líneas de Autobuses               | Destinos |
| --------------------------------- | --- |
| Transportes Grupo Senda           | Monterrey Aeropuerto. |
| Transportes del Norte             | Agencia El Indio, Aguascalientes, Ciudad de México Norte, Ciudad Acuña, Ciudad Juárez, Ciudad Mante, Ciudad Valles, Ciudad Victoria, Chihuahua, Comoca, Colotlán, Cuautitlán, Durango, El Tomaseño, Ent. Concepción del Oro, Fresnillo, Gómez Palacio, Guadalajara, Huejucar, Huichihuayan.                                      |
| Transportes Ave Senda Ejecutiva   | Agencia El Indio, Aguascalientes, Ciudad Acuña, Ciudad Juárez, Chihuahua, Cuautitlán, Durango, Ent. Concepción del Oro, Guadalajara, Mazatlán, Ciudad de México Norte, Nuevo Laredo, Piedras Negras, Saltillo, Torreón. |
| Transportes Turimex Internacional | Allende, Atlanta, Austin, Baton Rouge, Biloxi, Charlotte, Dallas, Denton, Durham, El Cercado, Gainesville, Garland, Greenville, Greensboro, Houston, Hualahuises, Laredo, Linares, McAllen, Memphis. |
| Transportes Coahuilenses          | Agencia El Indio, Agujita, Allende, Bajan-Hacia Monterrey, Barroteran, Boquillas, Casa Blanca, Castaños, Ciudad Acuña, Celemania, Cuatro Ciénegas, 8 de enero, El Águila, El Sauz-Hacia Muzquiz, Entronque Castanos, Entronque Espinazo, Entronque La Madrid, Entronque Progreso, Esperanzas, Estancias.                         |
| Transportes Tamaulipas            | Acuña, Adobes, Aduana Laredo, Agencia El Indio, Ahualulco, Alamito, Allende, Anacuas, Anahuac, Angeles, Aramberri, Arroyo Colorado, Arteaga, Bachimba, Boquillas, Bustamante, Cabezones, Callejones, Camarón, Candela. |
| Transportes Sendor                | Adobes, Ahualulco, Allende, Arteaga, Boquillas, Cañada Grande, Carbonero, Cayetano De Vacas, Ciudad Victoria, Charcas, Division De Estados, Don Diego, El Barrio-Moctezuma, El Canelo, El Cercado, El Charco, El Cristal, El Cuije-El Castillo, El Estanco, El Mulero...                                                         |
| Autobuses Futura                  | Acapulco Central Lujo, Agencia Anahuac, Agua Prieta, Aguascalientes, Álamo, Altar, Cananea, Ciudad Altamirano, Ciudad Camargo, Ciudad Delicias, Ciudad Jiménez, Ciudad Juárez, Ciudad Obregón, Ciudad Valles, Ciudad Victoria, Ciudad de México Norte, Celaya, Cerro Azul, Chihuahua, Chilpancingo...                            |
| Transportes Chihuahuenses         | Ciudad Camargo, Ciudad Delicias, Ciudad Jiménez, Ciudad Juárez, Ciudad Victoria, Cerro Azul, Chihuahua, Durango, Gómez Palacio, Naranjos, Pistolas Meneses, Poza Rica, Saltillo, Santa Catarina, Tampico, Torreón, Tuxpan... |
| Autobuses Estrella Blanca         | Agencia Anahuac, Agencia El Indio, 28 de agosto, Aguascalientes, Álamo, Allende, Altar, Cananea, Ciudad Acuña, Ciudad Altamirano, Ciudad del Maíz, Ciudad Mante, Ciudad Obregón, Ciudad Valles, Ciudad Victoria, Celaya, Cerro Azul, Chihuahua, Chaparrosa, Chilpancingo...                                                      |
| Transportes Frontera              | Agencia Anahuac, Agencia El Indio, 28 de agosto, Aguadionda, Agua Nueva, Álamo, Allende, Amarillos, Apasco, Banon, Barretal, Cardenas, Cardona, Carneros, Casa Blanca, Ciudad Acuña, Ciudad del Maíz, Ciudad Mante, Ciudad Santos, Ciudad Valles...                                                                              |
| Autobuses Greyhound               | Austin, Atlanta, Baton Rouge, Brownsville, Charlotte, Chicago, Corpus Christi, Dallas, Laredo, Fort Worth, Gainesville, Greenville, Greensboro, Hidalgo, Houston, Kansas City, Little Rock, Matamoros, McAllen, Memphis... |
| Autobuses Americanos              | Aguascalientes, Atlanta, Celaya, Charlotte, Chicago, Chihuahua, Dallas, Durango, El Paso, Fort Worth, Gainesville, Greensboro, Guadalajara, Houston, Irapuato, Kansas City, Laredo, Matehuala, Ciudad de México Norte, Morelia...                                                                                                |
| Autobuses El Expresso Company     | Austin, Atlanta, Brownsville, Dallas, Charlotte, Chicago, Fort Worth, Gainesville, Greenville, Hidalgo, Houston, Laredo, Little Rock, Matamoros, McAllen, Memphis, Mobile (Alabama), Nuevo Laredo, Raleigh, Reynosa... |
| Autobuses Expreso Flecha Roja     | Atlanta, Baton Rouge, Charlotte, Chicago, Little Rock, Gainesville, Greenville, Greensboro, Houston, Kansas City, Laredo, Little Rock, Mobile (Alabama), Montgomery, Nuevo Laredo, Nueva Orleans, Oklahoma, Raleigh, Texarkana, Tulsa...                                                                                         |
| Autobuses Tornado                 | Atlanta, Austin, Baton Rouge, Brownsville, Chicago, Dallas, Durham, El Paso, Fort Worth, Gainesville, Greenville, Greensboro, Houston, Laredo, Matamoros, McAllen, Montgomery, Moroleon, Nuevo Laredo, Little Rock... |
| ETN Turistar Lujo                 | Aguascalientes, Celaya, Chihuahua, Ciudad Juárez, Ciudad de México Norte, Ciudad de México Sur, Cuerncavaca E. Blanca, Culiacán, Durango, Guadalajara, Gómez Palacio, Iguala, Irapuato, León, Mazatlán, Monterrey Churubusco, Morelia, Nuevo Laredo, Poza Rica...                                                                |
| Ómnibus de México/Plus            | Acambaro, Actopan, Aguascalientes, Agua Prieta, Atlacomulco, Cadereyta, Camargo, Cananea, Casas Grandes, Ciudad Altamirano, Ciudad Hidalgo, Ciudad Juárez, Ciudad de México Norte, Celaya, Colima, Chihuahua, Concepción de Oro, Cutzamala, Delicias, Dolores Hidalgo, Durango, Fresnillo, Sucursal Garza Sada, Gómez Palacio... |
| Ómnibus Mexicanos                 | Aguascalientes, Atlanta, Baton Rouge, Camargo, Ciudad Juárez, Celaya, Charlotte, Chihuahua, Cuauhtemoc, Dallas, Delicias, Durango, El Paso, Gómez Palacio, Greenville, Greensboro, Guadalajara, Guadalupe Victoria, Gulf Port, Houston, Janos, Jiménez, Laredo...                                                                |
| Autobuses Panamericanas del Lujo  | Brownsville, Matamoros, Mc Allen, Oficina Fierro, Reynosa. |
| Autobuses del Noreste             | Agualeguas, Alegre Grullo, Ansalduas, Apodaca, Arguelles, Brasil por Comales, Brecha 62-63, Brecha 64-65, Brecha 68-69, Brownsville, Buena Vista, Cadereyta, Camargo, Cañada Fria, Caseta Federal de Caminos, Cavazos y Playita, Cd. Guerrero, Ciudad Mier, Centro Camionero, Cereso, Cerralvo, China...                         |

## Transporte Público de Pasajeros
La Central de Autobuses de Monterrey cuenta con las siguientes opciones de transporte público:
- Taxi: Servicio de taxi disponible dentro de la terminal.
- Servicio Colectivo Urbano: (Se debe especificar qué rutas de transporte colectivo urbano tienen parada en la central o en sus cercanías).
- Metrorrey: La central está ubicada cerca de las estaciones Cuauhtémoc y Central de la Línea 1 del Metrorrey, que va de Talleres a Exposición. También se conecta con la Línea 2, que va de Sendero a General Zaragoza.